# Kelly Metzger
Kelly Jane Metzger (* 25. Februar 1980) ist eine kanadische Synchronsprecherin.

## Leben und Karriere
Nachdem Metzger einige Zeit im Schauspiel-Bereich tätig gewesen war, begann sie mit dem Synchronsprechen als Hauptberuf. Seither sprach sie einige Rollen wie Sayu Yagami in einer Anime-Serie basierend auf Death Note und eine Rolle in LEGO Star Wars: Die Yoda Chroniken. Ebenfalls trat sie als die Stimme einiger Barbie-Film-Charaktere in Erscheinung, so auch in Ninjago als die Hauptrolle Nya und einigen Nebenrollen.

## Synchronisation (Auswahl)

### Filme
- 2009: Barbie präsentiert Elfinchen als Mekena
- 2010: Barbie – Modezauber in Paris als Shimmer
- 2011: Barbie – Die Prinzessinen-Akademie als Wickellia
- 2016: Ninjago: Tag der Erinnerungen als Nya

### Serien
- 2008: Fünf Freunde für alle Fälle als Allie Campbell
- 2010–2019: My Little Pony – Freundschaft ist Magie als Spitfire
- 2011–2022: Ninjago als Nya und Nebenrollen
- 2013–2014: LEGO Star Wars: Die Yoda Chroniken als Vaash Ti
- 2019: See – Reich der Blinden als Fethins Mutter
- seit 2023: Ninjago: Aufstieg der Drachen als Nya